# Eucrotala tetracola
Eucrotala tetracola är en fjärilsart som beskrevs av Edward Meyrick 1919. Eucrotala tetracola ingår i släktet Eucrotala och familjen äkta malar. Inga underarter finns listade i Catalogue of Life.